# 專門學校 (日本)
專門學校，是專修學校裡，作為高等教育機關有「專門課程」的學校被稱為「專門學校」。
是日本教育體制中特有的高等教育機構，課程密集，有專業的師資，是以專攻資格證照為目標的學校。

## 簡介
專修學校分為三種類，「專門課程」、「高等課程」、「一般課程」。
- 專門課程：入學資格是高中畢業以上的學歷，外國人留學生至少需具備母國12年以上的完整教育。

- 高等課程：國中畢業以後就能入學，稱為「高等專修學校」。日本政府規定，自費的外國人留學生務必在母國完成12年的高等教育才能赴日本求學，因此，一般留學生是不能進入這類學校就讀。

- 一般課程：學歷年齡不拘，適合幫助生涯發展的教育場所，稱為「專修學校」。但是，外國人留學生不能依「一般課程」取得留學簽證，因此，一般的留學生就無法申請。

## 特色
大學及短期大學著重理論研究，專門學校以技術實習為重心。專門學校入學資格為高中以上畢業或在日本的語言學校學習超過半年，修業一至四年，一般以兩年課程為主，1~3年為畢業後為“專門士”，4年畢業後為“高度專門士”；畢業後參加證照考試，取得各種資格。專門學校畢業生跟短期大學畢業生一樣可以選擇直接就職或是插班大學轉學考(直接接大學三年級)。若取得“高度專門士”學位者，視同擁有大專學歷，可直接報考研究所。專門學校可分為工業、商業實務、醫療、衛生、家政、農業、教育與社會福祉、文化教養等。

## 学位
专门学校毕业后，根据修业年限，可取得专门士或高度专门士学位。英语表记为Diploma，高度专门士的英语表记为Advanced Diploma。学位证书上通常会标注学生的专业领域。
- 专门士：2-3年专门课程毕业后获得，可插班至大学3年级，与短期大学学士同级
- 高度专门士：4年专门课程毕业后获得，可以报考大学院（硕士班）[4]，与大学学士同级

同时，获得了专门士学位的留学生可以在日本就业。

## 關連項目
- 日本教育
- 短期大學
- 專科學校 (臺灣)
- 專門學校
- 大學

## 外部連結
- 專門學校檢索 （页面存档备份，存于）（日語）
- まるごとわかる！専門學校の概要 （页面存档备份，存于）（日語）
- 日本留學為暸的專門學校·大學·日本語言學校信息 |QtoJAPON （页面存档备份，存于）（繁體中文）